# Sophie-Marguerite d'Anhalt-Bernbourg
Sophie-Marguerite d'Anhalt-Bernbourg (Amberg, 16 septembre 1615 – Dessau, 27 décembre 1673) est une noble d'Anhalt-Bernbourg et princesse d'Anhalt-Dessau.

## Biographie
C'est la dixième fille de Christian Ier d'Anhalt-Bernbourg, prince d'Anhalt-Bernbourg à partir de 1603 à 1630, et de sa femme Anne de Bentheim-Tecklenburg.
Elle est mariée à Jean-Casimir d'Anhalt-Dessau, prince d'Anhalt-Dessau à partir de 1618. Le mariage a lieu à Dessau le 14 juillet 1651.
Jean Casimir est le veuf d'Agnès de Hesse-Cassel avec qui il a six enfants, bien que seulement trois aient survécu jusqu'à l'âge adulte, notamment l'héritier Jean-Georges II d'Anhalt-Dessau.
Le mariage marque l'alliance des deux branches de la Maison d'Ascanie mais ils n'ont pas d'enfants, en raison de l'âge des époux. Sophie Marguerite a déjà trente-six ans, tandis que son mari dix-neuf plus.
Le mariage dure neuf ans, jusqu'à la mort de Jean Casimir, le 25 septembre 1660. La veuve continue à vivre dans la principauté d'Anhalt-Dessau, jusqu'à sa mort.